# Aleksandar Kolarov
Pour les articles homonymes, voir Kolarov.
Aleksándar Kolárov (en serbe en écriture cyrillique : Александар Коларов), né le 10 novembre 1985 à Belgrade en Serbie, est un ancien footballeur international serbe ayant évolué au poste d'arrière gauche (mais pouvant aussi jouer comme défenseur central ou milieu latéral gauche), aujourd'hui reconverti en tant qu'entraîneur. 
Il est connu pour ses courses sur le flanc gauche ainsi que ses tirs puissants notamment sur coups de pied arrêtés.

## Biographie

### Carrière en club

#### FK Čukarički Stankom (2004-2006)
Kolarov commence sa carrière dans son pays natal de Serbie avec le FK Čukarički Stankom. 

#### OFK Belgrade (2006-2007)
Il est transféré à l'OFK Belgrade en février 2006. 

#### Lazio Rome (2007-2010)
Un an et demi plus tard, lors de l'été 2007, son club le vend à l'équipe italienne de la Lazio Rome pour la somme de 800 000 euros.
Kolarov inscrit son premier but en faveur de la Lazio le 30 septembre 2007 au Stadio Oreste Granillo, lors d'un match contre la Reggina. Il tire un missile de 40 mètres ce qui permet à la Lazio d'assurer le match nul.
Lors de sa seconde saison en Italie, Kolarov devient le premier choix de la Lazio pour occuper le poste d'arrière gauche. Pour la saison 2009-2010, il change son numéro de maillot du 3 au 11, portant désormais le même numéro que possédait auparavant son compatriote Siniša Mihajlović.

#### Manchester City (2010-2017)
Lord du mercato d'été 2010, il est courtisé par de nombreux clubs, notamment le Real Madrid et Manchester City au vu de ses remarquables performances à la Lazio. C'est finalement le 24 juillet 2010 que Manchester City annonce un accord avec le club de Rome pour un contrat de cinq ans et 22 millions d'euros.

#### AS Roma (2017-2020)
Après sept ans passés à Manchester, Aleksandar Kolarov retourne à Rome, cette fois dans l'autre club de la ville, l'AS Rome. Il signe un contrat de trois ans, le 22 juillet 2017. Il portera le numéro 11.

#### Inter Milan (2020-2022)
Le latéral gauche serbe de 34 ans a été acheté 1M€ (+ 500 000 de bonus), Il va y signer un bail d'un an (plus un en option). Il récupère son numéro 11. Le 19 juin 2022, il annonce sa retraite professionnelle.

### En sélection
Kolarov fait partie de l'équipe de la Serbie espoirs qui atteint la finale du championnat d'Europe espoirs de 2007 qui se déroule aux Pays-Bas. Élément clé de son équipe, il est inscrit dans l'équipe-type de la compétition. En demi-finale contre la Belgique, il inscrit même un coup franc de longue distance.
L'année suivante, Kolarov est intégré à l'équipe serbe qui dispute le tournoi de football des Jeux Olympiques de Pékin. La même année, il fait ses débuts avec l'équipe senior de Serbie. Il participe à la Coupe du monde 2010 mais la Serbie est éliminée au premier tour. Sélectionné pour la Coupe du Monde 2018, il est élu homme du match lors de la confrontation avec le Costa Rica grâce notamment à son but victorieux sur coup-franc.

### Après-carrière
Kolarov est nommé en juin 2023 directeur sportif du Pisa Sporting Club, club de Serie B, avec un contrat de deux ans. Il quitte ce poste un mois plus tard.

## Style de jeu
Kolarov est décrit comme un joueur physique (187 cm, 83 kg), rapide, très discipliné tactiquement et assez correct défensivement. Il est aussi connu pour ses déboulés sur le côté gauche en attaque avec une très bonne qualité de centre et une grosse frappe. C'est un excellent tireur de coups francs.

## Statistiques
| Saison                | Club                  | Championnat           | Championnat | Championnat | Coupe nationale | Coupe nationale | Coupe de la Ligue | Coupe de la Ligue | Supercoupe | Supercoupe | Compétition(s) continentale(s) | Compétition(s) continentale(s) | Compétition(s) continentale(s) | Serbie | Serbie | Total | Total |
| Saison                | Club                  | Division              | M.          | B.          | M.              | B.              | M.                | B.                | M.         | B.         | Comp.                          | M.                             | B.                             | M.     | B.     | M.    | B.    |
| 2004-2005             | FK Čukarički          | First League          | 27          | 2           | -               | -               | -                 | -                 | -          | -          | -                              | -                              | -                              | -      | -      | 27    | 2     |
| 2005-2006             | FK Čukarički          | Prva Liga             | 17          | 0           | -               | -               | -                 | -                 | -          | -          | -                              | -                              | -                              | -      | -      | 17    | 0     |
| Sous-total            | Sous-total            | Sous-total            | 44          | 2           | -               | -               | -                 | -                 | -          | -          | -                              | -                              | -                              | -      | -      | 44    | 2     |
| 2005-2006             | OFK Belgrade          | First League          | 11          | 1           | 2               | 0               | -                 | -                 | -          | -          | C3                             | 0                              | 0                              | -      | -      | 13    | 1     |
| 2006-2007             | OFK Belgrade          | SuperLiga             | 27          | 4           | 2               | 0               | -                 | -                 | -          | -          | C3                             | 2                              | 0                              | -      | -      | 31    | 4     |
| Sous-total            | Sous-total            | Sous-total            | 38          | 5           | 4               | 0               | -                 | -                 | -          | -          | -                              | 2                              | 0                              | -      | -      | 44    | 5     |
| 2007-2008             | Lazio Rome            | Serie A               | 24          | 1           | 5               | 2               | -                 | -                 | -          | -          | C1                             | 3                              | 0                              | 1      | 0      | 33    | 3     |
| 2008-2009             | Lazio Rome            | Serie A               | 25          | 2           | 6               | 1               | -                 | -                 | -          | -          | -                              | -                              | -                              | 5      | 0      | 36    | 3     |
| 2009-2010             | Lazio Rome            | Serie A               | 33          | 3           | 2               | 1               | -                 | -                 | 1          | 0          | C3                             | 5                              | 1                              | 9      | 0      | 50    | 5     |
| Sous-total            | Sous-total            | Sous-total            | 82          | 6           | 13              | 4               | -                 | -                 | 1          | 0          | -                              | 8                              | 1                              | 15     | 0      | 119   | 11    |
| 2010-2011             | Manchester City FC    | Premier League        | 24          | 1           | 8               | 1               | -                 | -                 | -          | -          | C3                             | 5                              | 1                              | 6      | 0      | 43    | 3     |
| 2011-2012             | Manchester City FC    | Premier League        | 12          | 2           | 1               | 1               | 5                 | 0                 | 1          | 0          | C1+C3                          | 5+3                            | 1+0                            | 11     | 0      | 38    | 4     |
| 2012-2013             | Manchester City FC    | Premier League        | 20          | 1           | 3               | 1               | 1                 | 1                 | 1          | 0          | C1                             | 5                              | 1                              | 9      | 2      | 39    | 6     |
| 2013-2014             | Manchester City FC    | Premier League        | 30          | 1           | 2               | 1               | 5                 | 1                 | -          | -          | C1                             | 7                              | 1                              | 8      | 3      | 52    | 7     |
| 2014-2015             | Manchester City FC    | Premier League        | 21          | 2           | 2               | 0               | 2                 | 0                 | 1          | 0          | C1                             | 4                              | 0                              | 6      | 1      | 36    | 3     |
| 2015-2016             | Manchester City FC    | Premier League        | 29          | 3           | 2               | 0               | 2                 | 0                 | -          | -          | C1                             | 6                              | 0                              | 9      | 2      | 48    | 5     |
| 2016-2017             | Manchester City FC    | Premier League        | 29          | 1           | 2               | 0               | 1                 | 0                 | -          | -          | C1                             | 8                              | 0                              | 4      | -      | 44    | 1     |
| Sous-total            | Sous-total            | Sous-total            | 165         | 11          | 20              | 4               | 16                | 2                 | 3          | 0          | -                              | 43                             | 4                              | 53     | 8      | 300   | 29    |
| 2017-2018             | AS Rome               | Serie A               | 35          | 2           | -               | -               | -                 | -                 | -          | -          | C1                             | 12                             | 1                              | 11     | 3      | 58    | 6     |
| 2018-2019             | AS Rome               | Serie A               | 33          | 8           | 2               | 1               | -                 | -                 | -          | -          | C1                             | 8                              | 0                              | 5      | 0      | 48    | 9     |
| 2019-2020             | AS Rome               | Serie A               | 32          | 7           | 2               | 0               | -                 | -                 | -          | -          | C3                             | 8                              | 0                              | 6      | 0      | 48    | 7     |
| Sous-total            | Sous-total            | Sous-total            | 100         | 17          | 4               | 1               | -                 | -                 | -          | -          | -                              | 28                             | 1                              | 22     | 3      | 154   | 22    |
| 2020-2021             | Inter Milan           | Serie A               | 7           | 0           | 3               | 0               | -                 | -                 | -          | -          | C1                             | 1                              | 0                              | 4      | 0      | 15    | 0     |
| 2021-2022             | Inter Milan           | Serie A               | 3           | 0           | -               | -               | -                 | -                 | -          | -          | C1                             | 1                              | 0                              | -      | -      | 4     | 0     |
| Sous-total            | Sous-total            | Sous-total            | 10          | 0           | 3               | 0               | -                 | -                 | -          | -          | -                              | 2                              | 0                              | 4      | 0      | 19    | 0     |
| Total sur la carrière | Total sur la carrière | Total sur la carrière | 436         | 41          | 44              | 9               | 16                | 2                 | 4          | 0          | -                              | 84                             | 6                              | 94     | 11     | 678   | 69    |

## Palmarès
| Période   | Club            | Titres |
| --------- | --------------- | --- |
| 2007-2010 | Lazio Rome      | 13 mai 2009 - Coupe d'Italie 2009-2010 8 août 2009 - Supercoupe d'Italie 2009                                                                    |
| 2010-2017 | Manchester City | 2011 - Coupe d'Angleterre 2010-2011 (FA Cup) - Champion d'Angleterre (2) : - Champion : 2012 et 2014 - Vainqueur de la Coupe de la Ligue en 2014 |
| 2020-2021 | Inter Milan     | * Champion d’Italie (1) : - - Champion : 2021 |